# Arboriticus celsoi
Espèce
Arboriticus celsoi est une espèce d'araignées mygalomorphes de la famille des Theraphosidae.

## Distribution
Cette espèce est endémique du Brésil,. Elle se rencontre dans les États du Minas Gerais et de Rio de Janeiro.

## Description
La carapace du mâle holotype mesure 12,22 mm de long sur 10,71 mm et l'abdomen 13,15 mm de long sur 8,01 mm et la carapace de la femelle paratype 15,36 mm de long sur 13,27 mm et l'abdomen 20,88 mm de long sur 15,60 mm.

## Systématique et taxinomie
Cette espèce a été décrite par Borges et Bertani en 2025.

## Étymologie
Cette espèce est nommée en l'honneur de Celso Rios.

## Publication originale
- Borges, Abegg, Paladini & Bertani, 2025 : « A new genus and five new species of arboreal tarantulas (Araneae: Theraphosidae) from Brazil. » Zootaxa, no 5679(4), p. 521-551.